# Emanuel Pogatetz
Emanuel Pogatetz (Graz, 16. siječnja 1983.) bivši je austrijski nogometaš. Za Austriju je debitirao u 2002. godini.

## Vanjske poveznice
- Profil na Transfermarktu
- Profil na Soccerwayu